# گنج تپه خوروین
محقق: ابوالفضل رجبعلی
گنج تپه خوروین مربوط به دوران پیش از تاریخ ایران باستان است و در شهرستان ساوجبلاغ، بخش چندار، روستای خوروین واقع شده و این اثر در تاریخ ۲ بهمن ۱۳۸۲ با شمارهٔ ثبت ۱۰۸۲۷ به‌عنوان یکی از آثار ملی ایران به ثبت رسیده‌است.